# Pizza no estilo de Detroit
A pizza no estilo de Detroit é uma pizza retangular caracterizada por uma crosta grossa, crocante e mastigável. Tradicionalmente, é coberta até as bordas com mozzarella ou queijo em peça de Wisconsin [en], que carameliza ao ser assado em uma forma retangular de laterais altas e robustas. Originalmente, essa pizza era preparada em bandejas de aço retangulares projetadas como bandejas de gotejamento automotivo ou para armazenar pequenas peças industriais em fábricas. Desenvolvida em meados do século XX em Detroit, Michigan, ela começou a se popularizar por outras regiões dos Estados Unidos [en] na década de 2010. É considerada um dos alimentos locais mais emblemáticos de Detroit.

## Descrição

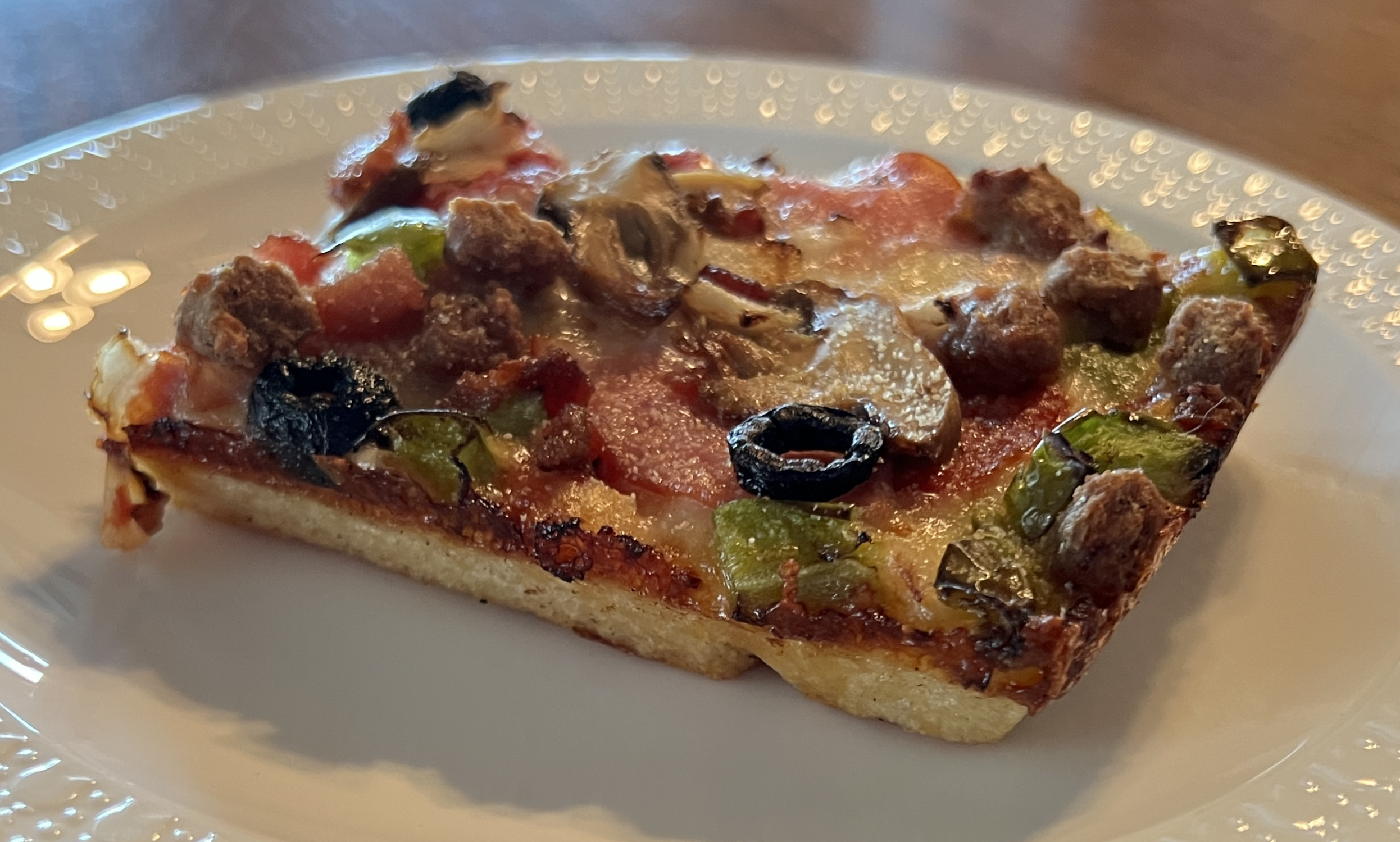
Fatia de pizza estilo Detroit com crosta aberta, porosa e mastigável

A pizza no estilo de Detroit é uma pizza retangular de crosta espessa, coberta com queijo em peça de Wisconsin e um molho cozido à base de tomate. A massa geralmente apresenta um nível de hidratação [en] de 70% ou mais, resultando em uma crosta aberta, porosa e mastigável, com exterior crocante. A massa fresca é fermentada duas vezes [en] e esticada manualmente até os cantos da forma. Para temperar novas formas de aço, elas são geralmente assadas a seco com 280-510 g de massa por forma. Segundo Randazzo, a crosta deve ter cerca de aproximadamente 38 mm de espessura para ser uma autêntica pizza estilo Detroit. O sabor amanteigado da crosta provém de uma pequena quantidade de óleo e das propriedades de derretimento dos queijos mozzarella e queijo em peça de Wisconsin. A Shield's Pizza destaca a importância do molho para o sabor, garantindo qualidade ao assar a pizza consistentemente por 13 minutos a 227ºC. A Loui's Pizza posiciona o pepperoni diretamente sobre a massa, sob quase meio quilo de queijo em peça, assando a pizza a 371°C. O queijo resiste ao calor devido ao seu alto teor de gordura.
O pepperoni às vezes é colocado diretamente na crosta, e outros ingredientes podem ser adicionados sobre o queijo, com o molho cozido opcionalmente como camada final, aplicado em porções ou em "listras de corrida", duas ou três linhas de molho. Algumas receitas recomendam adicionar o molho após a pizza sair do forno. O estilo é por vezes chamado de "topo vermelho" porque o molho é a cobertura final.

O queijo é espalhado até as bordas e carameliza contra a forma retangular de laterais altas, criando uma borda rendada e crocante. Essa borda, conhecida como frico [en], é o queijo caramelizado e crocante que contorna as laterais da pizza estilo Detroit. De acordo com a revista especializada Pizza Today:

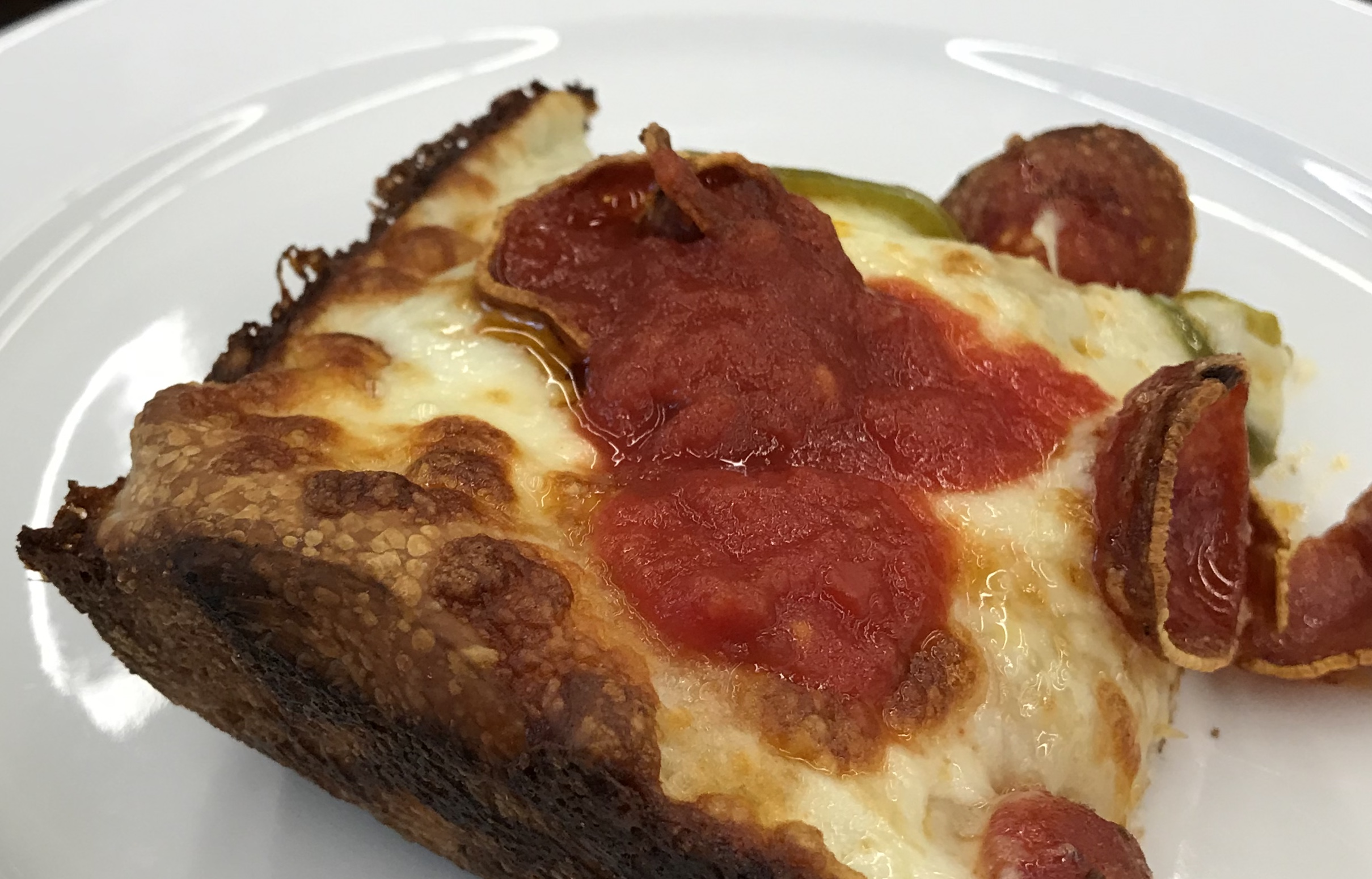
Pizza estilo Detroit exibindo a típica borda rendada de queijo com molho por cima

"o segredo dessa pizza está no delicioso queijo caramelizado que derrete pelas paredes internas da forma".

## História

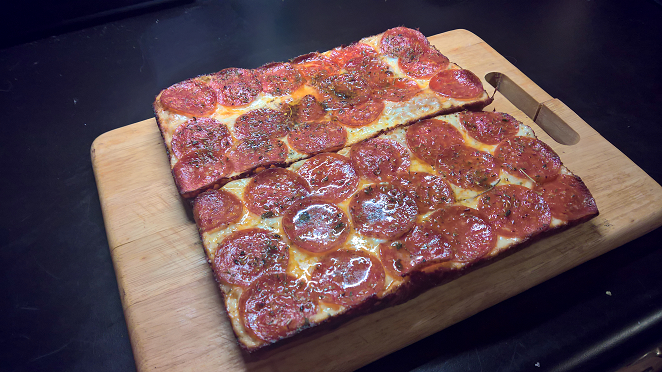
Pizza de crosta grossa estilo Detroit

A pizza no estilo de Detroit foi criada em 1946 no Buddy's Rendezvous [en], um antigo speakeasy pertencente a Gus e Anna Guerra, situado na esquina da Six Mile Road e Conant Street, em Detroit. Há divergências sobre se a receita original ao estilo siciliano foi baseada na receita de sfincione [en] da mãe de Anna Guerra ou em uma receita de Connie Piccinato, uma funcionária siciliana do restaurante. A receita resultou em uma "crosta semelhante a focaccia", assada em formas de aço azul fornecidas por empresas automotivas locais, já que as formas disponíveis na época não eram adequadas. Essas formas, produzidas pela Dover Parkersburg nas décadas de 1930 e 1940, eram originalmente bandejas de gotejamento ou suportes para peças pequenas e sucata em fábricas automotivas. Algumas dessas formas, com 50 a 75 anos, ainda são usadas.
Posteriormente, o restaurante foi renomeado Buddy's Pizza. Em 1953, os Guerra venderam o estabelecimento e abriram o Cloverleaf Bar em Eastpointe, Michigan. Louis Tourtois, ex-funcionário do Buddy's, produziu pizzas na Shield's Pizza antes de fundar a Loui's Pizza em Hazel Park, Michigan. Em 1978, o The Detroit News chamou Tourtois de "rei das pizzas". Cadeias nacionais como Jet's, locais como Shield's e Luigi's the Original de Harrison Township [en] são outros restaurantes notáveis que servem esse estilo.
Wesley Pikula, diretor de marca da Buddy's Pizza, que começou como ajudante nos anos 1980, afirmou que não ouviu o termo "estilo Detroit" antes dessa década, quando uma revista especializada o utilizou, e que mesmo depois disso era raramente usado, exceto em artigos nacionais. Até 2007, alguns meios locais ainda chamavam o estilo de "ao estilo siciliano". Alguns produtores fora de Detroit hesitaram em usar o nome "estilo Detroit", pois "às vezes as pessoas têm pensamentos negativos sobre Detroit".
A pizza no estilo de Detroit era popular na área metropolitana de Detroit [en], mas até a década de 2010 raramente aparecia em restaurantes fora dessa região. Em 2011, os irmãos Zane e Brandon Hunt, de Detroit, abriram o restaurante Via 313 em Austin, Texas, usando o nome "estilo Detroit" como diferencial. Em 2012, um restaurateur de Nova Iorque criou uma pizza chamada "estilo Detroit", embora nunca tivesse visitado a cidade, usando massa de focaccia, mozzarella e ricota.

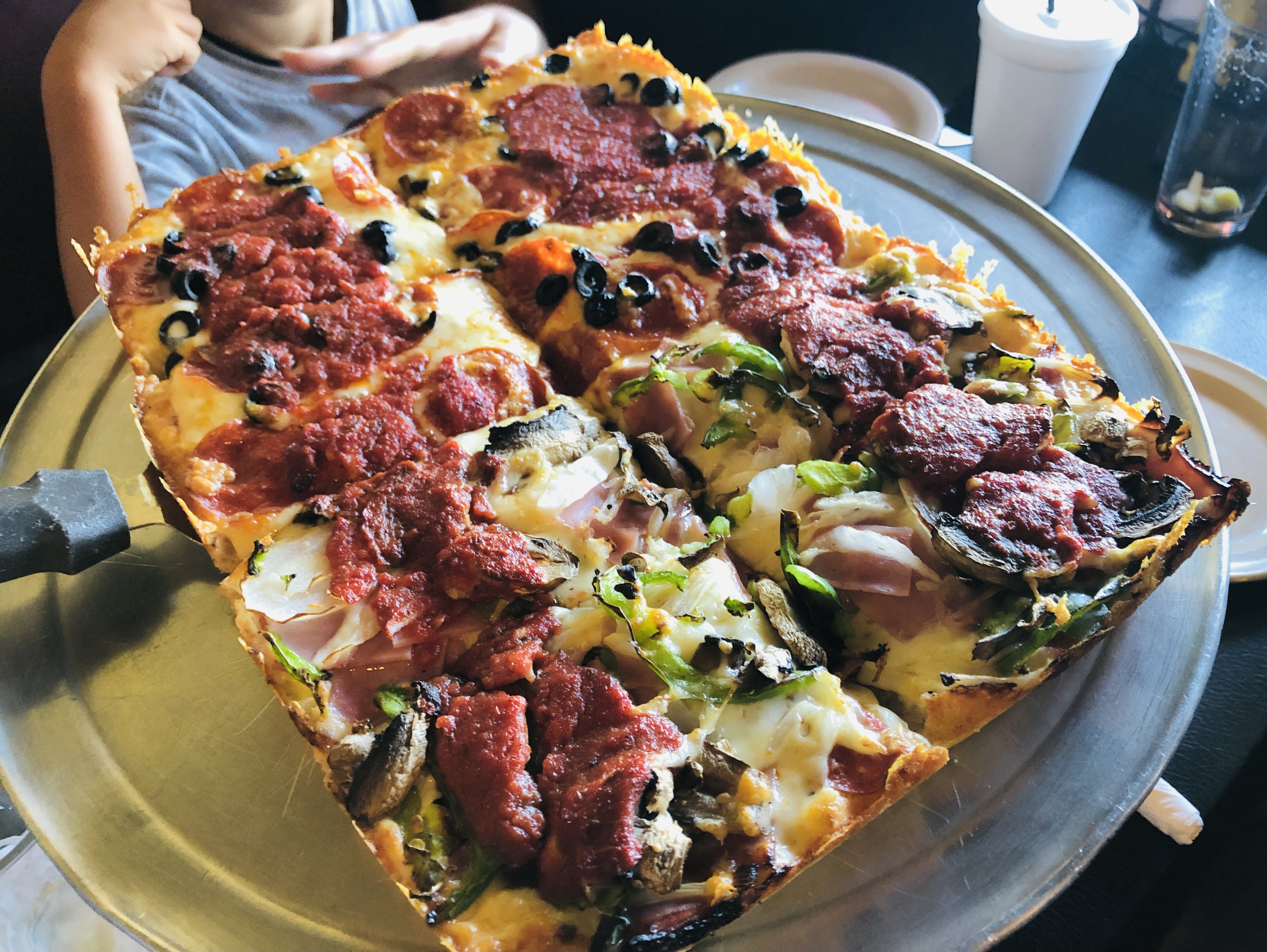
Pizza estilo Detroit com molho em "listras de corrida" sobre os ingredientes

Em 2012, Shawn Randazzo, cozinheiro de um restaurante local, venceu o campeonato mundial da Las Vegas International Pizza Expo com uma pizza estilo de Detroit, e, segundo o educador pizzaiolo Tony Gemignani [en], a reação foi imediata.
"Depois que ele ganhou, recebi uns seis telefonemas de operadores e grandes nomes da indústria dizendo: 'Me dê uma receita de Detroit. Como faço isso?'"
De acordo com o Serious Eats [en], "por volta do início de 2016, todos pareciam estar falando sobre ela, escrevendo a respeito ou abrindo restaurantes dedicados a esse estilo". A revista Pizza Today escreveu em 2018 que "talvez nenhum estilo de pizza tenha entrado na consciência pública como a pizza de forma estilo Detroit". A Restaurant Hospitality destacou sua popularidade no Instagram.

Em 2019, a Esquire classificou o estilo como "uma das tendências gastronômicas mais quentes da América", e o Detroit Free Press e o Eater [en] afirmaram que ela "estava vivendo seu momento". O Eater observou que pizzarias oferecendo o estilo se espalhavam pelos EUA, mas com diferenças:
De um lado, estão as pizzarias e restaurantes locais de Detroit fiéis às suas raízes familiares e simples, com ingredientes diretamente na crosta, uma camada de queijo em peça processado e molho por cima. Do outro, há as pizzas quadradas "artesanais", com massas envelhecidas, ingredientes orgânicos, queijos não processados e crosta "frico". Essas fatias quadradas de design são às vezes assadas em fornos a lenha e frequentemente servidas em bandejas metálicas dignas de Instagram sob iluminação perfeita — um contraste com as toalhas xadrez, drinques despretensiosos e placas de bocha no Buddy's. Nesta nova era da pizza estilo Detroit, é essa versão fotogênica que muitos americanos estão descobrindo primeiro.

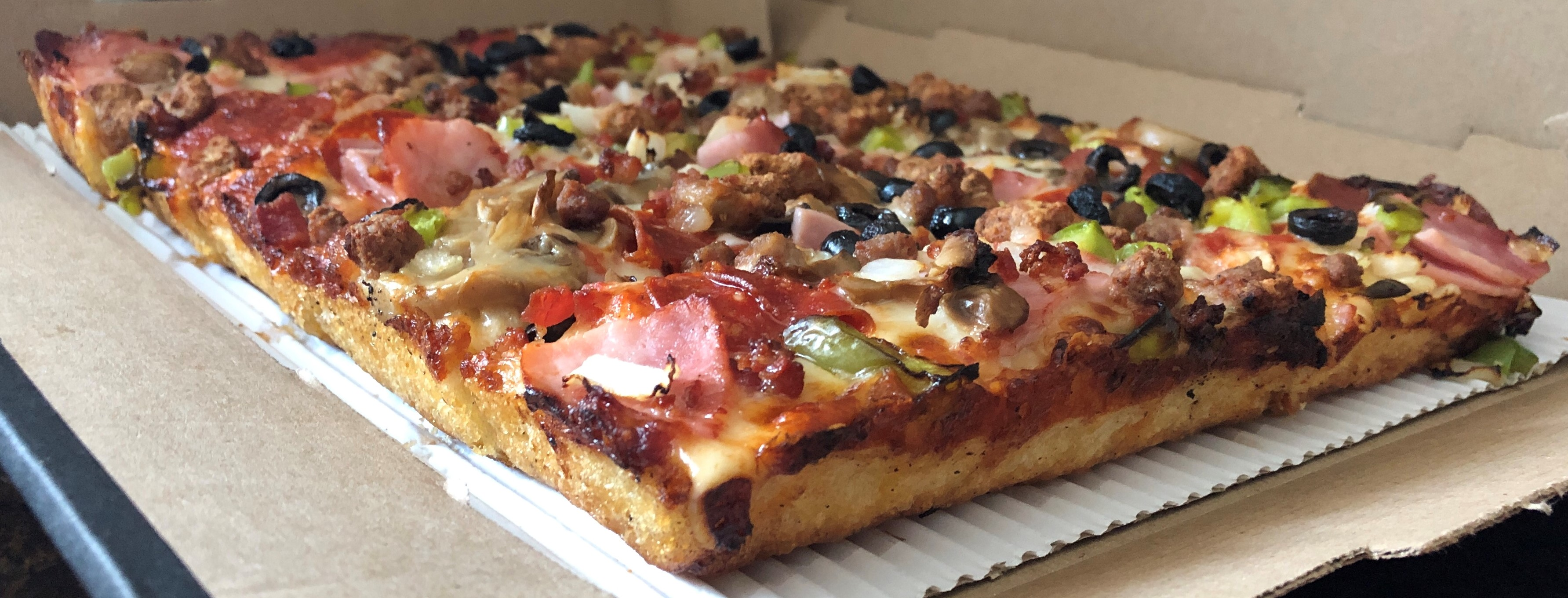
Pizza estilo Detroit com molho sobre alguns ingredientes, borda rendada de queijo e queijo até a borda

O Eater apontou que a tendência artesanal demorou a pegar em Detroit. Junto com o  Cachorro-quente de Coney Island e o Boston cooler, a pizza estilo Detroit tradicional é um dos alimentos icônicos locais de Detroit.
Um relatório de previsão de 2021 do Yelp.com destacou que a pizza estilo Detroit ganhou alcance nacional, com menções em avaliações subindo 52%. Em 2023, a autora de Detroit Karen Dybis publicou Pizza Estilo Detroit: Uma História de Doughtown, abordando três ondas desse estilo, desde os inovadores originais até as pizzarias atuais pelo país.

## Recepção
O crítico gastronômico da GQ, Alan Richman [en], incluiu Buddy's Pizza e Luigi's the Original em sua lista de 2009 das 25 melhores pizzas dos EUA. Uma pizza estilo Detroit feita por Randazzo, então na Cloverleaf, venceu o campeonato mundial da Las Vegas International Pizza Expo em 2012. O Chicago Tribune avaliou a Jet's Pizza em 2013 com alta nota. Em 2019, o The Daily Meal [en] nomeou a Buddy's como a melhor pizza de Michigan. O Detroit Free Press elegeu o Cloverleaf como Restaurante Clássico de 2020.

Em 2020, quatro restaurantes da região de Detroit — Buddy's, Supino Pizzeria, Loui's Pizza e Cloverleaf Pizza — entraram na lista das 101 Melhores Pizzas da América pelo The Daily Meal. A Pizza Today nomeou o Via 313, uma das principais pizzarias estilo Detroit do país, como "Pizzaria Independente do Ano" em 2020. A Plate menciona que "a crosta mastigável, os cantos crocantes de queijo e a refeição farta de uma fatia combinam perfeitamente com o que os clientes querem agora: conforto rico e satisfatório para viagem". O The Palm Beach Post descreve como, em minutos, uma padaria em Delray Beach, Florida, com um pop-up de pizza estilo Detroit, esgota suas pizzas para retirada, pedidas online ao meio-dia de segunda para retirada no domingo seguinte. Um escritor do Delish, originalmente de Chicago e agora em Nova Iorque, deu uma crítica positiva em um artigo intitulado "O que é pizza estilo Detroit? É muito melhor que sua fatia de deep dish ou Nova Iorque".